# Дискографія Тома Йорка
Англійський музикант Том Йорк випустив три студійні альбоми, один альбом саундтреків, три мініальбоми, один альбом реміксів і 16 синглів. Фронтмен альтернативного рок-гурту Radiohead з 1985 року, перші сингли Йорка як сольного виконавця були записані в якості вокаліста на синглах «El President» гурту Drugstore (який увійшов до топ-20 у Великобританії) та «Rabbit in Your Headlights» гурту Unkle.
У 2006 році Йорк випустив свій дебютний сольний альбом The Eraser — дослідження електроніки. Альбом вийшов на лейблі XL Recordings, посівши третє місце в UK Albums Chart і друге місце в Billboard 200, і містив сингл Йорка «Harrowdown Hill», що посів перше місце в хіт-параді. 2006 року вийшла збірка бісайдів Spitting Feathers, а у 2008 році — альбом реміксів The Eraser Rmxs.
Після випуску подвійного синглу «FeelingPulledApartByHorses/TheHollowEarth» та співпраці зі співачкою Б'єрк і електронним дуетом Modeselektor, Йорк самостійно випустив свій другий сольний альбом Tomorrow's Modern Boxes через BitTorrent у 2014 році, де були використані електронні біти та текстуровані синтезатори. 2018 року він написав музику до фільму жахів Suspiria, що складається як з інструментальних фрагментів, так і з пісень. Anima, його третій сольний альбом, вийшов у червні 2019 року. Він також написав пісні до саундтреків до фільмів Сутінки: Молодий місяць, Сирота Бруклін та Гострі картузи.

## Альбоми

### Студійні альбоми
| Назва                   | Деталі                                                                                        | Пікова чартова позиція | Пікова чартова позиція | Пікова чартова позиція | Пікова чартова позиція | Пікова чартова позиція | Пікова чартова позиція | Пікова чартова позиція | Пікова чартова позиція | Пікова чартова позиція | Пікова чартова позиція | Сертифікації           |
| Назва                   | Деталі                                                                                        | UK                     | AUS                    | BEL (FL)               | BEL (WA)               | CAN                    | DEN                    | FRA                    | ITA                    | NOR                    | US                     | Сертифікації           |
| ----------------------- | --------------------------------------------------------------------------------------------- | ---------------------- | ---------------------- | ---------------------- | ---------------------- | ---------------------- | ---------------------- | ---------------------- | ---------------------- | ---------------------- | ---------------------- | ---------------------- |
| The Eraser              | - Реліз: 10 липня 2006 (UK) - Лейбл: XL - Формати: CD, LP, завантаження                       | 3                      | 2                      | 3                      | 5                      | 2                      | 6                      | 6                      | 5                      | 10                     | 2                      | - BPI: Gold - MC: Gold |
| Tomorrow's Modern Boxes | - Реліз: 26 вересня 2014 - Лейбл: Самостійний реліз - Формати: LP, завантаження, CD           | —                      | —                      | —                      | —                      | —                      | —                      | —                      | —                      | —                      | —                      |                        |
| Anima                   | - Реліз: 27 червня 2019 - Лейбл: XL - Формати: Подвійний LP, завантаження, CD, вінілова книга | 5                      | 23                     | 10                     | 21                     | 58                     | —                      | 33                     | 15                     | —                      | 59                     |                        |

### Саундтреки
| Назва    | Деталі                                                              | Пікова чартова позиція | Пікова чартова позиція | Пікова чартова позиція | Пікова чартова позиція | Пікова чартова позиція | Пікова чартова позиція | Пікова чартова позиція | Пікова чартова позиція | Пікова чартова позиція | Пікова чартова позиція |
| Назва    | Деталі                                                              | UK                     | AUS                    | BEL (FL)               | BEL (WA)               | FRA                    | ITA                    | US                     | US Alt                 | US Indie               | US OST                 |
| -------- | ------------------------------------------------------------------- | ---------------------- | ---------------------- | ---------------------- | ---------------------- | ---------------------- | ---------------------- | ---------------------- | ---------------------- | ---------------------- | ---------------------- |
| Suspiria | - Реліз: 26 жовтня 2018 - Лейбл: XL - Формати: LP, завантаження, CD | 13                     | 65                     | 23                     | 44                     | 109                    | 20                     | 79                     | 6                      | 2                      | 5                      |

### Альбоми реміксів
| Назва           | Деталі                                                                                         | Пікова чартова позиція | Пікова чартова позиція |
| Назва           | Деталі                                                                                         | US Elec                | US Taste               |
| --------------- | ---------------------------------------------------------------------------------------------- | ---------------------- | ---------------------- |
| The Eraser Rmxs | - Реліз: 27 серпня 2008 (Великобританія) - Лейбл: Warner Bros. - Формати: CD, LP, завантаження | 13                     | 13                     |

## Мініальбоми
| Назва                        | Деталі                                                                   |
| ---------------------------- | ------------------------------------------------------------------------ |
| Spitting Feathers            | - Released: 22 November 2006 (Японія) - Лейбл: Warner Bros. - Формат: CD |
| Suspiria Unreleased Material | - Реліз: 22 лютого 2019 - Лейбл: XL - Формат: завантаження               |
| Not the News Rmx EP          | - Реліз: 2 серпня 2019 - Лейбл: XL - Формати: LP, завантаження           |

## Сингли

### Як головний виконавець
| Назва                                                                                | Рік  | Пікові чартові позиції | Пікові чартові позиції | Пікові чартові позиції | Пікові чартові позиції | Пікові чартові позиції | Пікові чартові позиції | Пікові чартові позиції | Пікові чартові позиції | Альбом                                                           |
| Назва                                                                                | Рік  | UK                     | BEL (FL)               | DEN                    | EUR                    | FRA                    | US Sales               | US Alt.                | US Dance               | Альбом                                                           |
| ------------------------------------------------------------------------------------ | ---- | ---------------------- | ---------------------- | ---------------------- | ---------------------- | ---------------------- | ---------------------- | ---------------------- | ---------------------- | ---------------------------------------------------------------- |
| «Black Swan»                                                                         | 2006 | —                      | —                      | —                      | —                      | —                      | —                      | 40                     | —                      | The Eraser                                                       |
| «Harrowdown Hill»                                                                    | 2006 | 23                     | —                      | 19                     | 72                     | —                      | —                      | —                      | —                      | The Eraser                                                       |
| «Analyse»                                                                            | 2006 | 136                    | —                      | —                      | —                      | —                      | —                      | —                      | —                      | The Eraser                                                       |
| «And It Rained All Night» (Burial remix)                                             | 2008 | —                      | —                      | —                      | —                      | —                      | —                      | —                      | —                      | The Eraser Rmxs                                                  |
| «Atoms for Peace» (Four Tet remix)                                                   | 2008 | —                      | —                      | —                      | —                      | —                      | —                      | —                      | —                      | The Eraser Rmxs                                                  |
| «The Clock» (Surgeon remix)                                                          | 2008 | —                      | —                      | —                      | —                      | —                      | —                      | —                      | —                      | The Eraser Rmxs                                                  |
| «FeelingPulledApartByHorses» / «TheHollowEarth»                                      | 2009 | 113                    | —                      | —                      | —                      | 73                     | 11                     | —                      | —                      | Позаальбомний сингл                                              |
| «Hearing Damage»                                                                     | 2009 | —                      | —                      | —                      | —                      | —                      | —                      | —                      | —                      | The Twilight Saga: New Moon (Original Motion Picture Soundtrack) |
| «Ego» / «Mirror» (з Burial і Four Tet)                                               | 2011 | —                      | —                      | —                      | —                      | —                      | —                      | —                      | —                      | Позаальбомний сингл                                              |
| «Shipwreck» (з Modeselektor)                                                         | 2011 | —                      | —                      | —                      | —                      | —                      | —                      | —                      | —                      | Monkeytown                                                       |
| «This» (з Modeselektor)                                                              | 2012 | —                      | —                      | —                      | —                      | —                      | —                      | —                      | —                      | Monkeytown                                                       |
| «YouWouldn'tLikeMeWhenI'mAngry»                                                      | 2014 | —                      | —                      | —                      | —                      | —                      | —                      | —                      | —                      | Позаальбомний сингл                                              |
| «Daily Battles» (з Флі)                                                              | 2019 | —                      | —                      | —                      | —                      | —                      | —                      | —                      | —                      | Motherless Brooklyn: Music from the Motion Picture               |
| «Her Revolution» (з Burial і Four Tet)                                               | 2020 | —                      | —                      | —                      | —                      | —                      | —                      | —                      | 37                     | Позаальбомний сингл                                              |
| «His Rope» (з Burial і Four Tet)                                                     | 2020 | —                      | —                      | —                      | —                      | —                      | —                      | —                      | 26                     | Позаальбомний сингл                                              |
| «Creep (Very 2021 Rmx)»                                                              | 2021 | —                      | —                      | —                      | —                      | —                      | —                      | —                      | —                      | Позаальбомний сингл                                              |
| «5.17»                                                                               | 2022 | —                      | —                      | —                      | —                      | —                      | —                      | —                      | —                      | Позаальбомний сингл                                              |
| «That's How Horses Are»                                                              | 2022 | —                      | —                      | —                      | —                      | —                      | —                      | —                      | —                      | Позаальбомний сингл                                              |
| «—» позначено реліз, який не потрапив до чартів або не був виданий на цій території. |      |                        |                        |                        |                        |                        |                        |                        |                        |                                                                  |

### Як запрошений виконавець
| Назва                                                                                | Рік  | Пікова чартова позиція | Пікова чартова позиція | Альбом                                      |
| Назва                                                                                | Рік  | UK                     | SWE                    | Альбом                                      |
| ------------------------------------------------------------------------------------ | ---- | ---------------------- | ---------------------- | ------------------------------------------- |
| "El President" (Drugstore з Томом Йорком)                                            | 1998 | 20                     | —                      | White Magic for Lovers                      |
| "Rabbit in Your Headlights" (Unkle з Томом Йорком)                                   | 1998 | —                      | —                      | Psyence Fiction                             |
| "One Line", "Beautiful Feeling", "This Mess We're In" (Пі Джей Гарві з Томом Йорком) | 2000 | -                      | -                      | Stories from the City, Stories from the Sea |
| "Do They Know It's Christmas?" (Band Aid 20)                                         | 2004 | 1                      | 1                      | Н/Д                                         |
| "Náttúra" (Б'єрк з Томом Йорком)                                                     | 2008 | 102                    | 39                     | Н/Д                                         |
| «Beautiful People» (Марк Прітчард з Томом Йорком)                                    | 2016 | —                      | —                      | Under the Sun                               |
| "Medicine" (Clark з Томом Йорком)                                                    | 2023 | —                      | —                      | Sus Dog                                     |

### Промо-сингли
| Назва                                     | Рік  | Альбом                                                                  |
| ----------------------------------------- | ---- | ----------------------------------------------------------------------- |
| «I've Seen It All» (Б'єрк з Томом Йорком) | 2000 | Selmasongs: Music from the Motion Picture Soundtrack Dancer in the Dark |

### Інші
- «All for the Best» з трибьют-альбому Ciao My Shining Star: The Songs of Mark Mulcahy, червень 2009.[39]